# Соната для фортепіано № 29 (Бетховен)
Соната для фортепіано № 29 Л. ван Бетховена, сі-бемоль мажор, op. 106 («Гаммерклавір»), написана у 1817–1819 роках і присвячена ерцгерцогу Рудольфу. У назві автор відобразив той факт, що до моменту написання сонати в музичну практику увійшли досконаліші, ніж раніше, зразки фортепіано, які німецькою називалися хаммерклавірами (буквально «молоточковими клавірами»).

## Структура
Складається з 4-х частин:
1. Allegro
2. Scherzo: Assai vivace
3. Adagio sostenuto. Appassionato e con molto sentimento
4. Largo — Allegro risoluto. Fuga a tre voci, con alcune licenze.

### Перша частина
Має яскравий, урочистий характер. За використанням регістрів і звучанню її стиль наближається до фортепіанного письма Ліста. Широке використання терцієвих модуляцій та енгармонізмів також наближає цю сонату до романтичного стилю. Значно детальніше ніж в попередніх сонатах, автор позначив педалізацію. В розробці Сонати Бетховен ввів каноноподібне фугато, де використав прийом подвоєння голосів недосконалими консонансами, властивий поліфоністам нідерландської школи.
Головна і побічна партії мають по дві теми. Причому побічна написана в тональності соль мажор, що проти основної тональності (сі-бемоль мажор) має другий ступінь спорідненості.
|  |  |

|  |  |

### Друга частина
Як і в 9-й симфонії, Друга частина — скерцо. Форма — тричастинна. Середня частина — тріо побудована на звуках тризвуків.
|  |  |

### Третя частина
Написано у сонатній формі з невеликою розробкою і розгорнутою кодою. В цій частині Бетховен особливо детально виписав партію лівої педалі, в деяких місцях автор спеціально вказує виконання на одній, двох, або трьох струнах (ремарки una corda, due corde, tre corde). Проте ефекти поступового переходу від однієї до трьох струн мало помітні навіть на сучасному роялі, переоцінка автором можливостей лівої педалі пояснюється глухотою, що прогресувала.

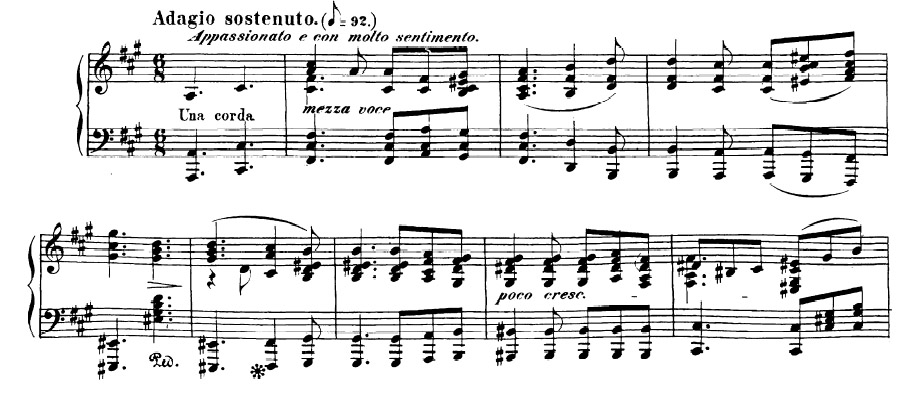

### Четверта частина

Четверта частина є грандіозною фугою, якій передує прелюдія імпровізаційного характеру. У фузі автор застосував різноманітні контрапунктичні прийоми — обернення, реверс, збільшення, а також стретні проведення теми. За висловом А. Гольденвейзера, в ній чергуються «моменти мефістофельського гумору — з моментами повними грації, величні і циклопічні нагромадження матеріалу — з цнотливо ясним, прозорим епізодом».